# Acer decandrum
Acer decandrum é uma espécie de árvore do gênero Acer, pertencente à família Aceraceae.